# The Cassandra Crossing

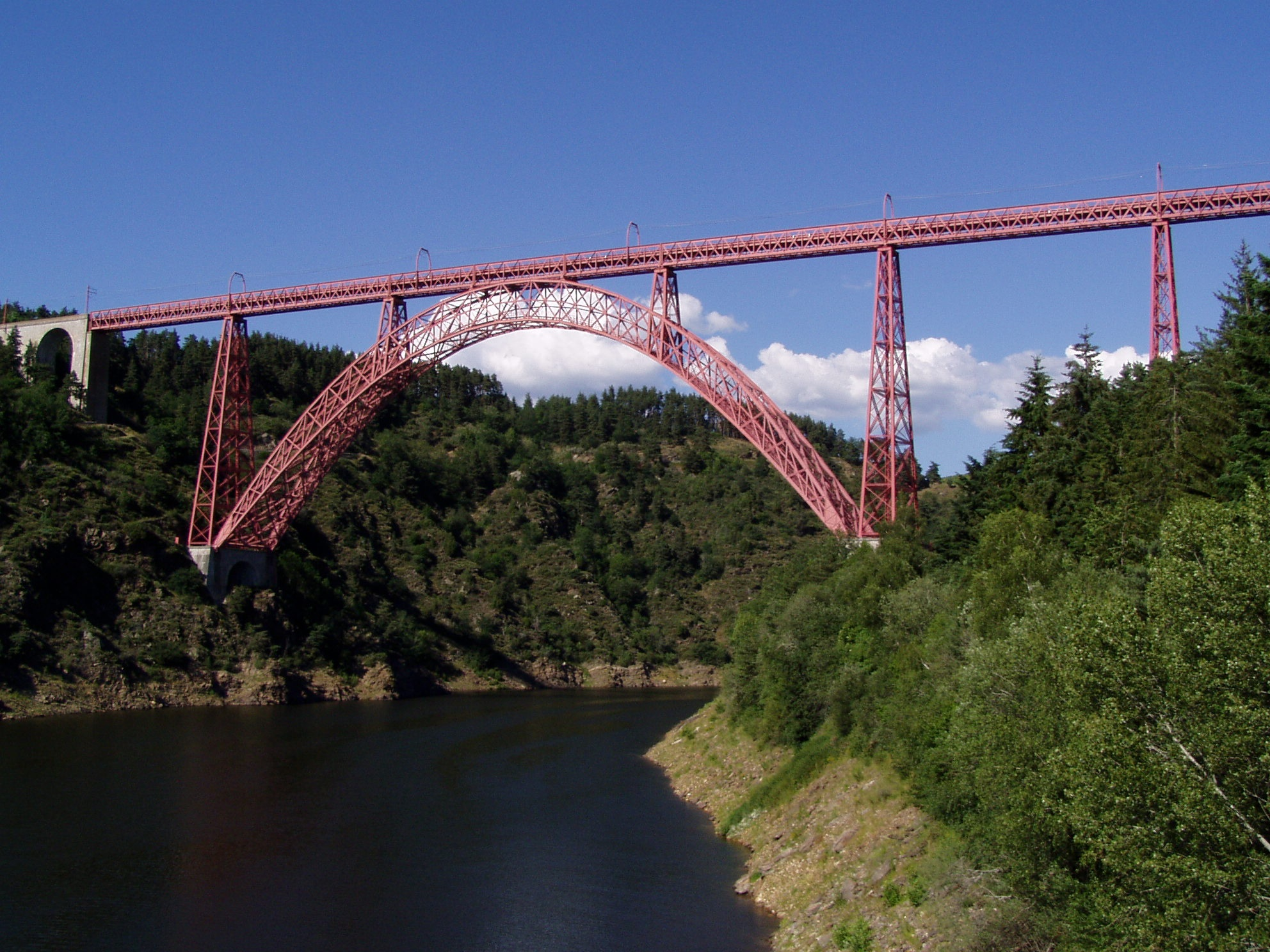
Het viaduc de Garabit is in de film de locatie van de Cassandra Crossing

The Cassandra Crossing  is een Britse rampenfilm uit 1976 geregisseerd door George Pan Cosmatos met in de hoofdrollen Sophia Loren, Richard Harris, Burt Lancaster, Martin Sheen, O.J. Simpson, Lee Strasberg en Ava Gardner. De film gaat over een Zweedse terrorist die een virus verspreidt op een trein met 1.000 mensen.

## Plot
Drie terroristen dringen het gebouw van de International Health Organization binnen in Genève. Ze worden ontdekt en een van hen wordt doodgeschoten. De andere twee komen in een laboratorium waar ze een substantie over zich heen krijgen nadat een glas gebroken wordt. Een van hen wordt nog neergeschoten en de andere kan ontsnappen. De terrorist wordt opgenomen in het ziekenhuis en in quarantaine geplaatst. Ze komen erachter dat hij een Zweed is. Dr. Elena Stradner (Ingrid Thulin) en de Amerikaanse kolonel  Stephen Mackenzie (Burt Lancaster) zijn het oneens over de ernst van de situatie. Stradner denkt dat het virus dat de terroristen opgelopen hebben een biologisch wapen was.
De derde terrorist gaat als verstekeling mee op de trein van Genève naar Stockholm. Dr. Stradner vindt dat de trein gestopt moet worden zodat hij eraf gehaald kan worden en in quarantaine geplaatst kan worden, maar Mackenzie vreest dat hij in tussentijd passagiers besmet en wil de trein laten rijden. Hij staat erop dat de trein omgeleid wordt naar een voormalige nazispoorlijn die leidt naar een quarantainekamp in het Poolse Janov. De trein zou dan wel over de gevaarlijke Kasandruv Brug (Cassandra Crossing) moeten. Deze brug is al buiten gebruik sinds 1948 en het gevaar bestaat dat deze instort als de trein erover rijdt.
Enkele passagiers op de trein zijn Dr. Jonathan Chamberlain (Richard Harris), een beroemde neuroloog, Jennifer Rispoli Chamberlain (Sophia Loren) van wie hij al twee keer gescheiden is, Nicole Dressler (Ava Gardner), de vrouw van een Duitse wapenfabrikant. Ze heeft een affaire met een veel jongere man, Robby Navarro (Martin Sheen). Navarro smokkelt drugs en wordt op de hielen gezeten door FBI-agent Haley (O.J. Simpson), die undercover als priester reist.
Mackenzie informeert Dr. Chamerlain over de aanwezigheid van de verstekeling. Nadat ze hem kunnen vinden proberen ze hem via een helikopter op te halen langs de rijdende trein. Echter doordat de trein door een tunnel gaat in de bergen mislukt dit. Ze nemen wel de hond van mevrouw Dressler mee, die ook ziekteverschijnselen vertoont. Het virus dat de terrorist verspreidde zou een dodelijke ratio hebben van 60%. Mackenzie informeert de passagiers dat de trein een omleiding heeft naar Neurenberg omdat er bommeldingen waren op de treinsporen in Frankrijk. In Neurenberg wordt de trein verzegeld en komt er een Amerikaanse medisch team aan bood met een afgesloten zuurstofsysteem. De inmiddels overleden terrorist wordt in een hermetisch afgesloten koffer gelegd. Dr. Chamberlain verneemt van een conducteur dat de Cassandra Crossing een gevaarlijke brug is die sinds 1948 niet meer in gebruik is. Hij begint ook te vermoeden dat de ziekte niet zo ernstig is als aanvankelijk gedacht wordt. Slechts enkele passagiers werden besmet en enkel een oude vrouw overleed. Intussen merkt dokter Stradner op dat de hond, die in quarantaine geplaatst werd herstellende is. Chamberlain stelt voor om een deel van de trein, waar geen besmette passagiers zijn te ontkoppelen, maar hier wil Mackenzie niet van weten. Hij verzekert dat de brug veilig is en dat de Poolse regering veel geld uitgegeven heeft de afgelopen jaren voor het herstel van de brug. Geregeld komen beelden van de brug in beeld, die duidelijk in verval is. Mackenzie wil duidelijk het leven van de passagiers niet redden.
Chamberlain besluit om de trein over te nemen, maar de Amerikanen laten dit niet zomaar gebeuren en er ontstaat een ware schietpartij. Ze willen een deel van de trein loskoppelen zodat het gewicht minder is op de brug. Robby Navarro besluit om langs de ramen naar een andere wagon te klauteren, echter wordt hij ontdekt en neergeschoten door de Amerikanen. Dan proberen ze een deel van een wagon op te blazen. Herman Kaplan, een jood, die zijn gezin verloren heeft in een concentratiekramp offert zich op en steekt de lont aan en laat hierbij het leven. Chamberlain slaagt erin de trein te ontkoppelen en valt hierbij van de trein, maar is ongedeerd. Het achterste gedeelte kan op tijd remmen en staat stil op het eerste deel van de brug. Het voorste gedeelte rijdt over de brug die al snel inzakt. Iedereen die in het voorste gedeelte zat komt hierbij om het leven. De overlevenden stappen uit en Jennifer wordt herenigd met Dr. Chamberlain. De film eindigt met Stradner en Mackenzie die naar huis gaan. Zij blijft hopen dat de passagiers gered zijn en hij denkt dat ze allen geëlimineerd zijn en er geen onderzoek zal komen.

## Rolverdeling
| Acteur           | Personage                    |
| ---------------- | ---------------------------- |
| Sophia Loren     | Jennifer Rispoli Chamberlain |
| Richard Harris   | Dr. Jonathan Chamberlain     |
| Burt Lancaster   | Col. Stephen MacKenzie       |
| Martin Sheen     | Robby Navarro                |
| Lee Strasberg    | Herman Kaplan                |
| Ava Gardner      | Nicole Dressler              |
| O. J. Simpson    | Haley                        |
| Lionel Stander   | Max (Train Conductor)        |
| Ingrid Thulin    | Dr. Elena Stradner           |
| Alida Valli      | Mrs. Chadwick                |
| John Phillip Law | Major Stark                  |
| Ann Turkel       | Susan                        |
| Ray Lovelock     | Tom                          |
| Thomas Hunter    | Captain Scott                |

## Productie
De Cinecittà studios in Rome werden grotendeels gebruikt. De stalen boogbrug uit de film die zogezegd in Polen ligt was in werkelijkheid het Viaduc de Garabit in het zuiden van Frankrijk. 
In het begin van de film arriveren de passagiers in Genève op het station. De scènes werden echter opgenomen in het station van Basel. Peter O’Toole werd eerst de hoofdrol aangeboden, maar nadat hij deze afwees kreeg Richard Harris de rol.

## Ontvangst
De film werd niet goed ontvangen door critici en rampenfilms waren ook niet langer een garantie voor een kassasucces. De film bracht echter toch geld op en de productiekost zou zelfs terugverdiend zijn met de opbrengsten uit Japan alleen al.